# Ace Bailey

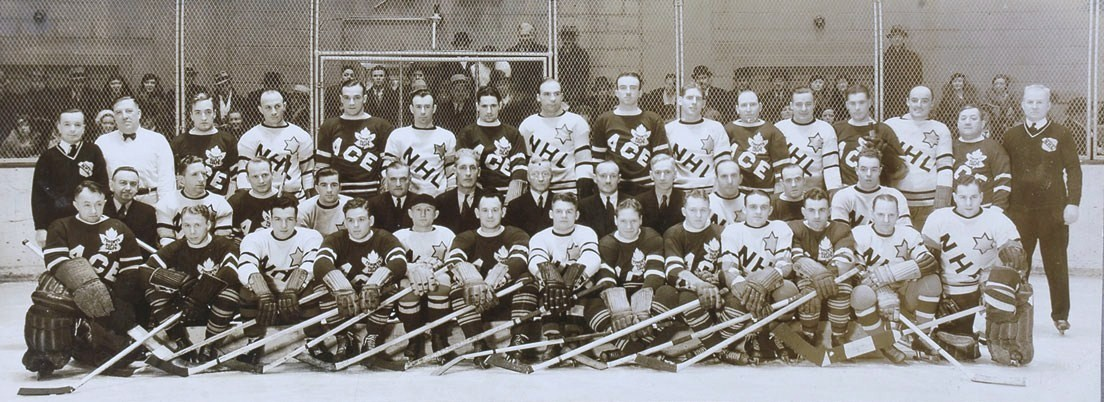
Deltagarna i NHL:s välgörenhetsmatch till Ace Bailey 1934.

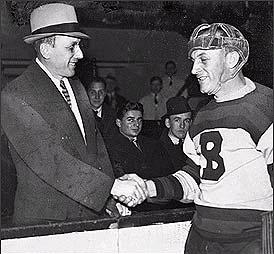
Bailey, till vänster, och Eddie Shore 1934.

Irvine Wallace "Ace" Bailey, född 3 juli 1903 i Bracebridge, Ontario, död 7 april 1992 i Toronto, Ontario, var en kanadensisk professionell ishockeyspelare. Bailey spelade för Toronto Maple Leafs i NHL åren 1926–1933. 

## Karriär
Ace Bailey vann NHL:s målliga och poängliga säsongen 1928–29 med 22 mål och 32 poäng. 1932 vann han Stanley Cup med Toronto Maple Leafs.
13 december 1933 fick Ace Baileys ishockeykarriär ett olyckligt slut då han tacklades våldsamt bakifrån av Boston Bruins back Eddie Shore och ådrog sig en allvarlig huvudskada. Bailey tillfrisknade från skadan men återkom aldrig till sporten som spelare. 14 februari 1934 hölls en välgörenhetsmatch för Bailey i All Star-format där Bailey och Eddie Shore möttes och skakade hand i en försonande gest.
Ace Bailey valdes in i Hockey Hall of Fame 1975.

## Statistik
| 1926–27    | Toronto Maple Leafs | NHL        | 42  | 15  | 13 | 28  | 82  | —  | — | — | — | —  |
| 1927–28    | Toronto Maple Leafs | NHL        | 43  | 9   | 3  | 12  | 72  | —  | — | — | — | —  |
| 1928–29    | Toronto Maple Leafs | NHL        | 44  | 22  | 10 | 32  | 78  | 4  | 1 | 2 | 3 | 4  |
| 1929–30    | Toronto Maple Leafs | NHL        | 43  | 22  | 21 | 43  | 69  | —  | — | — | — | —  |
| 1930–31    | Toronto Maple Leafs | NHL        | 40  | 23  | 19 | 42  | 46  | 2  | 1 | 1 | 2 | 0  |
| 1931–32    | Toronto Maple Leafs | NHL        | 41  | 8   | 5  | 13  | 62  | 7  | 1 | 0 | 1 | 4  |
| 1932–33    | Toronto Maple Leafs | NHL        | 47  | 10  | 8  | 18  | 52  | 8  | 0 | 1 | 1 | 4  |
| 1933–34    | Toronto Maple Leafs | NHL        | 13  | 2   | 3  | 5   | 11  | —  | — | — | — | —  |
| NHL totalt | NHL totalt          | NHL totalt | 313 | 111 | 82 | 193 | 472 | 21 | 3 | 4 | 7 | 12 |